# Dekanat XV – Podwyższenia Krzyża Świętego w Sławkowie
Dekanat sławkowski – dekanat diecezji sosnowieckiej należący do 1992 do archidiecezji częstochowskiej. Patronem dekanatu jest Podwyższenie Krzyża Świętego.

## Parafie
Do dekanatu należą parafie:
1. Bolesław – parafia Macierzyństwa NMP i św. Michała Archanioła
2. Bukowno – parafia Świętego Andrzeja Boboli
3. Bukowno – Stare – parafia Świętego Jana Chrzciciela
4. Bukowno – Bór Biskupi – parafia NMP Wspomożycielki Wiernych
5. parafia Wniebowzięcia Najświętszej Maryi Panny w Dąbrowie Górniczej (Okradzionów – dzielnica Dąbrowy Górniczej)
6. Krzykawka – parafia Świętych Apostołów Piotra i Pawła
7. Sławków – parafia Podwyższenia Krzyża Świętego

## Historia

### Dekanat sławkowski (do 1335)
Pierwotny dekanat sławkowski, wchodzący w skład biskupstwa krakowskiego, powstał prawdopodobnie u samego zarania diecezji. Jego istnienie zaświadczone jest w sprawozdaniu z poboru świętopietrza z lat 1325–1327 sporządzonym przez Andrzeja de Verulis. W roku 1326 na dekanat sławkowski (Decanatus Slavcoviensis) składały się następujące parafie: Sławków (Slavcovia), Chechło (Chechel), Ciągowice (Zancowicz), Siewierz (Sewor), Repty (Rept), Wojkowice Kościelne (Woycowicz), Będzin (Bandin), Siemonia (Symuna), Grodziec (Grossecz), Biskupice (Biskupicz), Kamień (Camen), Czeladź (Zedladz), Bytom - św. Małgorzaty (sancte Margarete de Bitom), Sączów (Samzow), Bytom - Wniebowzięcia NMP (sancte Marie de Bitom), Mysłowice (Mislowicz seu Mislimicz), Koziegłowy (Cosseglow), Olkusz (Ilcus), Nowa Góra (Novomonte), Paniowy (Panow), Płoki (Plok), Mikołów (Nicolow), Michałkowice (Michalcowicz), Chorzów (Stary) (Carow), Mikulczyce (Niculticz). W następnym roku były to również parafie Piekary (Pechar) i Radzionków (Razamhow).  Powyższe parafie położone były po obu stronach granicy małopolsko-śląskiej ustalonej po podarowaniu przez Kazimierza Sprawiedliwego w 1177 lub 1179 części Małopolski wraz z Bytomiem Mieszkowi Plątonogiemu). W 1331 dekanat sławkowski okrojono, wydzielając z niego dekanat bytomski. W 1335 został on zniesiony, a parafia sławkowska oraz Nowa Góra, Olkusz, Chechło i Płoki weszły w skład nowo utworzonego dekanatu nowogórskiego. Przy dekanacie bytomskim pozostały polskie parafie Będzin (Bandin/Bandzen) i Ciągowice (Sancovicz) – te dwie parafie były również w XVI wieku jedynymi parafiami dekanatu bytomskiego nigdy nienależącymi do Śląska, pomimo reorganizacji sieci dekanalnej dokonanej w XV wieku.

### Dekanat sławkowsko-bytomski
W XV w. stworzono dekanat sławkowsko-bytomski (Decanatus Slawkoviensis alias in Bithom), liczący 25 parafii położonych w Małopolsce, księstwie siewierskim i na Śląsku. Opisany on został przez Jana Długosza w Liber beneficiorum dioecesis Cracoviensis. Obejmował parafie: w Sławkowie, Ciągowicach (Cyangowycze), Wojkowicach Kościelnych (Woykowycze Kosczelne), Będzinie (Bandzyn), Siemoni (Syemunya), Koziegłowach (Cozyeglowi), Starych Koziegłowach (Stare Kozyeglowi), Chruszczobrodzie (Chroschczebrod), Chechle (Chechel), Grodźcu (Grodzyecz), Biskupicach (Biskupycze), Kamieniu (Kamyen), Czeladzi (Czelyadz), Olkuszu (Ilkusch), Żyglinie (Zyglin Maior)), Gorenicach (Gorinicze), Siewierzu (Syewyor), Reptach (Repti), Sączowie (Sanczow), Płazie (Plaza)), Nowej Górze (Nowomoncze), Kościelcu (Kosczyelecz), Chrzanowie (Chrzanow), Bytomiu (Bithom) i Mysłowicach (Mislowycze). W okresie późniejszym siedzibę dekanatu przeniesiono ze Sławkowa do Bytomia przemianowując go na bytomski. W 1748 dekanat ten podzielono z kolei na bytomski i siewierski.

### Dekanat sławkowski w diecezji sosnowieckiej
Dekanat sławkowski powołano na nowo w 1992 roku wraz z ustanowieniem diecezji sosnowieckiej.